# Hamhŭng

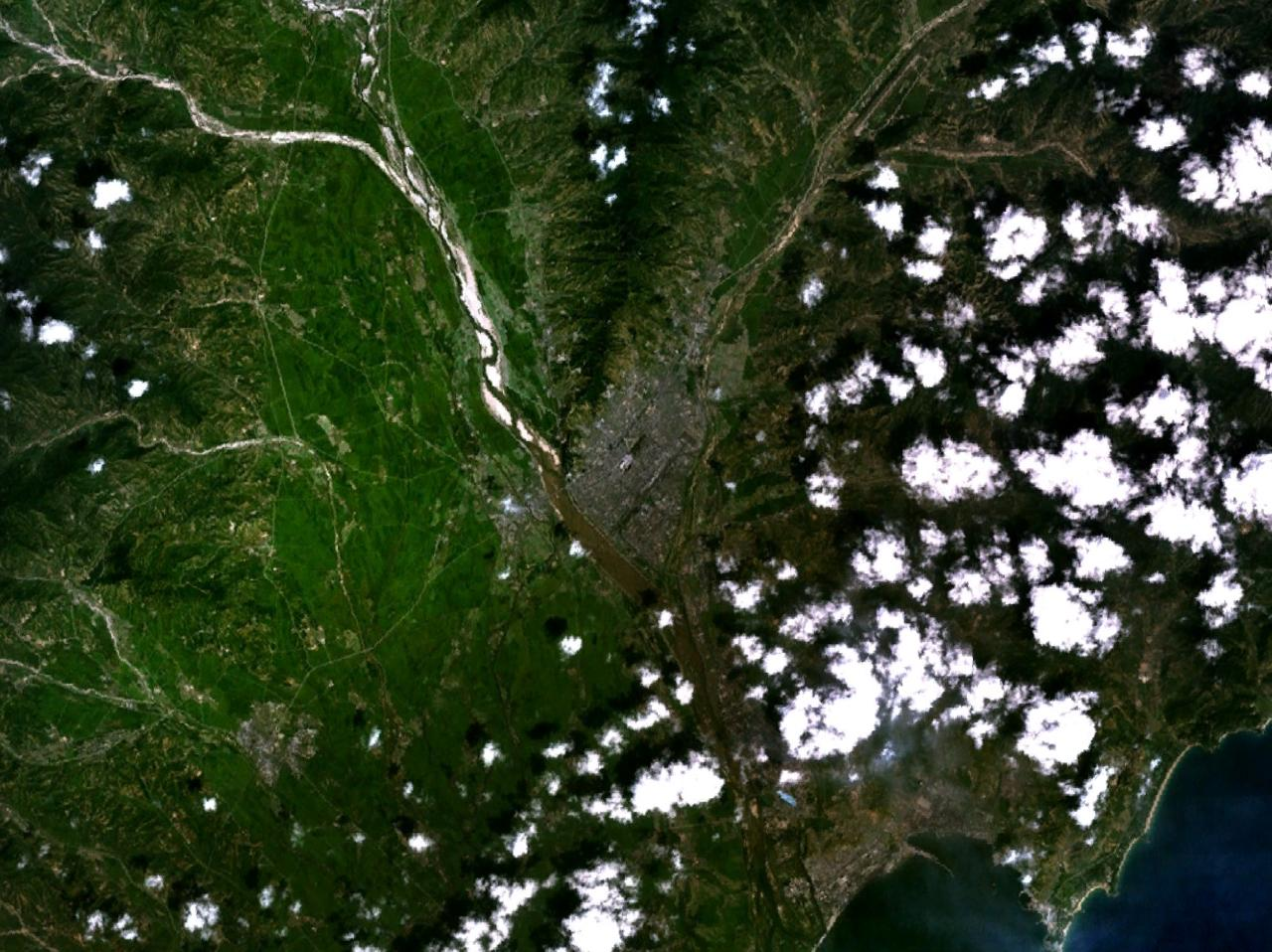
Satellitenaufnahme von Hamhŭng

Hamhŭng ist eine Hafenstadt in Nordkorea mit 668.557 Einwohnern und nach der Hauptstadt Pjöngjang die zweitgrößte Stadt des Landes. Sie ist Industriestadt, Verkehrsknoten sowie Kulturzentrum mit Universität, Theater und Museen.

## Geografie
Die Stadt liegt an der Ostküste von Nordkorea am Songchon-Fluss. Die geografischen Koordinaten sind 39,92 Grad nördlicher Breite und 127,54 Grad östlicher Länge.
2005 wurde das Stadtgebiet politisch um die 13 Kilometer südlich am Japanischen Meer gelegene Stadt Hŭngnam erweitert.

## Geschichte

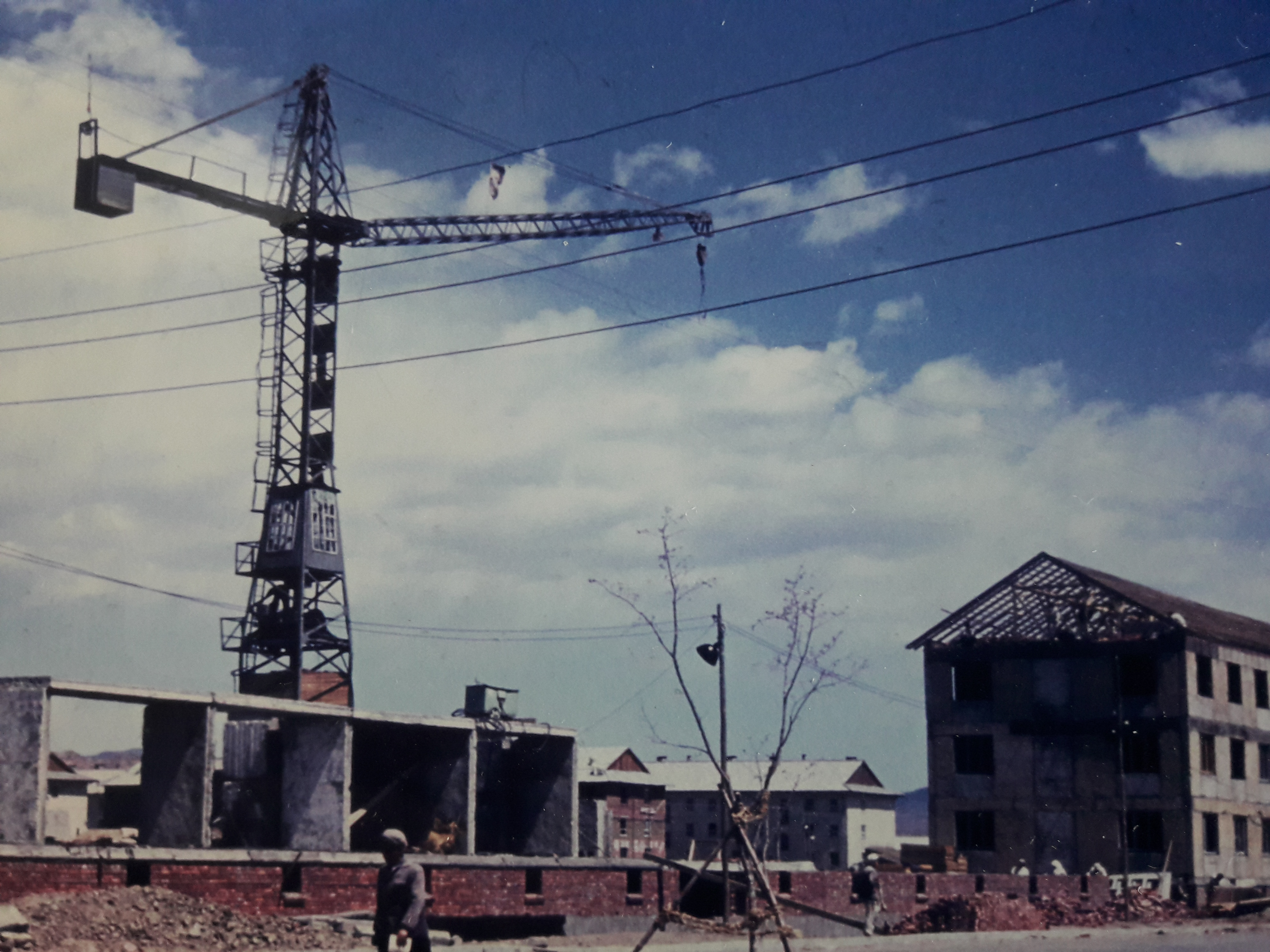
Aufbau mit Hilfe der Deutschen Arbeitsgruppe Hamhŭng

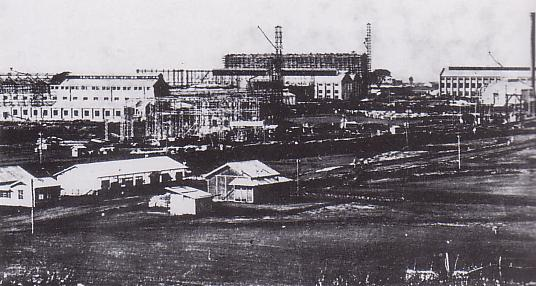
Aufbau einer chemischen Fabrik in Kankō während der japanischen Kolonialzeit

In der japanischen Kolonialzeit (1910–1945) wurde die Stadt industriell ausgebaut. Sie trug in dieser Zeit den japanischen Namen Kankō, welches der japanischen Lesung des Stadtnamens 咸興市 entspricht.
Während des Koreakrieges (1950–1953) wurde Hamhŭng durch Luftangriffe US-amerikanischer Bomber zu 80 Prozent zerstört. Nach dem Krieg erfolgte der weitere Ausbau als Industriezentrum. Am Wiederaufbau der zerstörten Stadt war von 1954 bis 1962 eine Gruppe von Architekten und Ingenieuren aus der DDR, die „Deutsche Arbeitsgruppe Hamhŭng“, beteiligt.
Von 1960 bis 1967 stand Hamhŭng unter zentraler Verwaltung der Regierung. Seit 1967 ist Hamhŭng Hauptstadt und Teil der Provinz Hamgyŏng-namdo.

## Kultur und Sehenswürdigkeiten
Interessant am Nordrand der Stadt ist der Tonghung-Hügel. Auf ihm befindet sich eine Reihe von Pavillons. Einer von ihnen, der Kuchon-Pavillon auf der Spitze des Tonghung ist ein Relikt aus der Goryeo-Dynastie (918–1392).
An der alten Stadtmauer am Fuße des Tonghung-Hügels liegt die Sonhwa-Halle. Sie wurde während der Joseon-Dynastie (1392–1910) im 15. Jahrhundert als Versammlungsort errichtet.
Der Strand von Hamhŭng ist in eine Erholungszone aufgegliedert, in der auf rund 300 Hektar und auf 25 Kilometer Länge Strandbesuche möglich sind. Die üppige Vegetation spendet viel Schatten, und auf dem Freizeitgelände finden sich Bademöglichkeiten, Camps und diverse Raststätten.

## Wirtschaft und Infrastruktur

### Wirtschaft
In der Stadt befinden sich Betriebe der Aluminiumverarbeitung, des Maschinenbaus, der Textil- und der chemischen Industrie. 1961 wurde das große Vinalon-Werk „8. Februar“ in Hŭngnam errichtet.

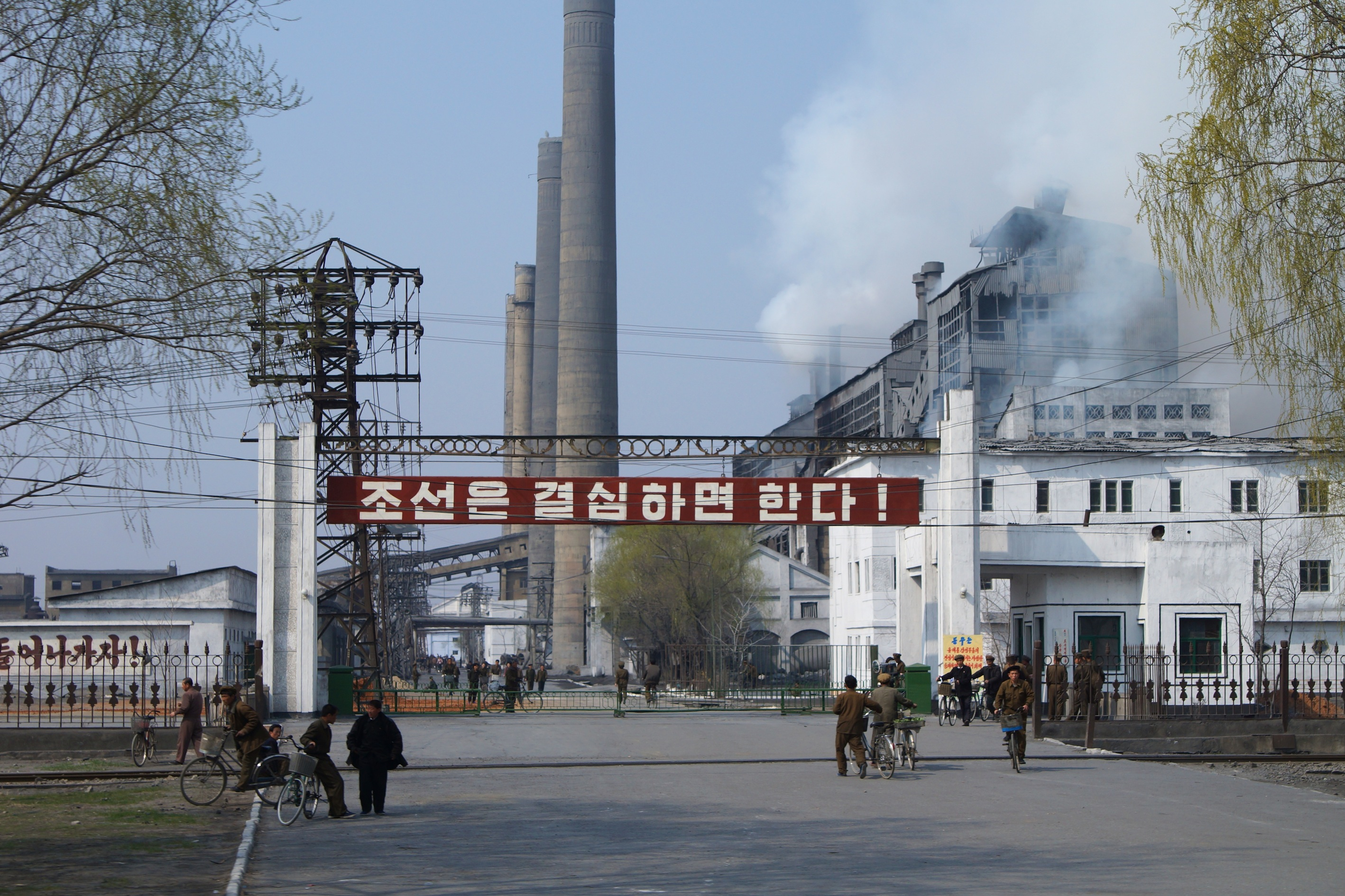
Vinalon-Werk „8. Februar“

Hamhŭng gelangte in der Weltöffentlichkeit zu zweifelhaftem Ruhm, als entdeckt wurde, dass jeweils im Westen und Osten der Stadt sich verschiedene Chemiefabriken der Pestizidherstellung widmen, die unter anderem auch als chemische Kampfstoffe eingesetzt werden können. Rund um Hamhŭng befinden sich eine Reihe von Kohlenminen und auch eine nukleare Energieanlage.
Hana Electronics betreibt in Hamhŭng eine größere Niederlassung.

### Verkehr
Hamhŭng ist ein bedeutender Verkehrsknotenpunkt des Straßen- und Eisenbahnverkehrs mit Rangierbahnhof, Hafen- und Flughafenstandort. Der Hafen von Hamhŭng befindet sich in Hŭngnam an der Küste des Japanischen Meeres. Eine wichtige Hauptverkehrsstraße ist die Jŏngsŏng-Straße.

### Bildung
Die Stadt ist Sitz der Hamhŭng University of Education, Hamhŭng University of Chemistry und Hamhŭng University of Medicine. Sie beherbergt zahlreiche Fach- und Hochschulen sowie Bibliotheken.

## Söhne und Töchter der Stadt
- Hong Deok-young (1921–2005), Fußballtorhüter, -schiedsrichter und -trainer
- Yang Hyong-sop (1925–2022), Politiker
- Bak Sung-wun (* 1940), Eisschnellläufer
- Ryoo Choon-za (* 1943), Eisschnellläuferin
- Han Chun-ok (* 1965), Eisschnellläuferin
- To Yu-ho (1905–1982), Archäologe